# Хрущял
Хрущялът (на латински: cartilago, -inis) e подвид съединителна тъкан, която покрива ставните повърхности на костите, и придава твърдоеластична консистенция на определени места, където е биологично нецелесъобразно да се развиват кости – нос, ухо, трахея и други.
За разлика от повечето тъкани, в хрущялите не проникват кръвоносни съдове. Те достигат само до повърхността на хрущяла, където кръвта отдава необходимите за изхранването на хрущяла вещества и приема ненужните метаболитни продукти. Всички те се транспортират от повърхността до клетките на хрущяла чрез дифузия.